# Magali (Automarke)

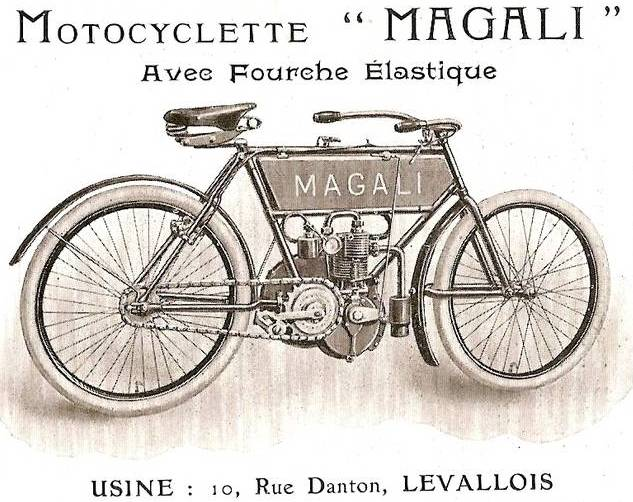
Magali-Motorrad

Magali war eine französische Auto- und Motorradmarke.

## Unternehmensgeschichte
Das Unternehmen Gayon et Cie aus Levallois-Perret begann 1904 mit der Produktion von Motorrädern, die als Magali vermarktet wurden. Noch im gleichen Jahr nahmen einige Magali-Maschinen an Rennen in Frankreich teil. Die ersten Automobile wurden möglicherweise erst 1905 produziert. 1906 endete die Produktion.

## Motorräder und Rennsport
Anfang Oktober 1904 nahmen zwei Magali-Einzylinder-Motorräder am Pariser Rennen Le Critérium du ⅓ litre teil. Dabei belegten die Fahrer Bac den 7. und Collomb den 8. Platz. Am 23. Oktober 1904 belegte Collomb mit seiner Magali ⅓ litre im Rennen Course de côte de Château-Thierry den ersten Platz in seiner Klasse, Bac wurde zweiter. Eine Woche später belegten die drei Magali-Fahrer Collomb, Thomas und Bac beim Gaillon-Bergrennen die ersten drei Plätze.

Auch 1905 nahmen Collomb, Thomas und Bac auf Magali-Maschinen an Rennen teil, u. a. am Coupe Hydra im Pariser Parc des Princes für Maschinen bis ⅓ Liter Hubraum. Nach zwei Läufen belegten Collomb insgesamt den 5. und  Bac den 6. Platz. Im Mai 1905 nahm Thomas auf Magali an der Ausdauerfahrt Tour de France pour Motocyclettes über rund 2.000 km teil und erreichte das Ziel. Collomb, Thomas und Bac fuhren dann mit V-Twin Magali-Maschinen um den Coupe Internationale du M.C.F. mit. Auf einer 54-km-Rundstrecke um Dourdan mussten insgesamt 270 km zurückgelegt werden, keiner von ihnen beendete jedoch das Rennen.

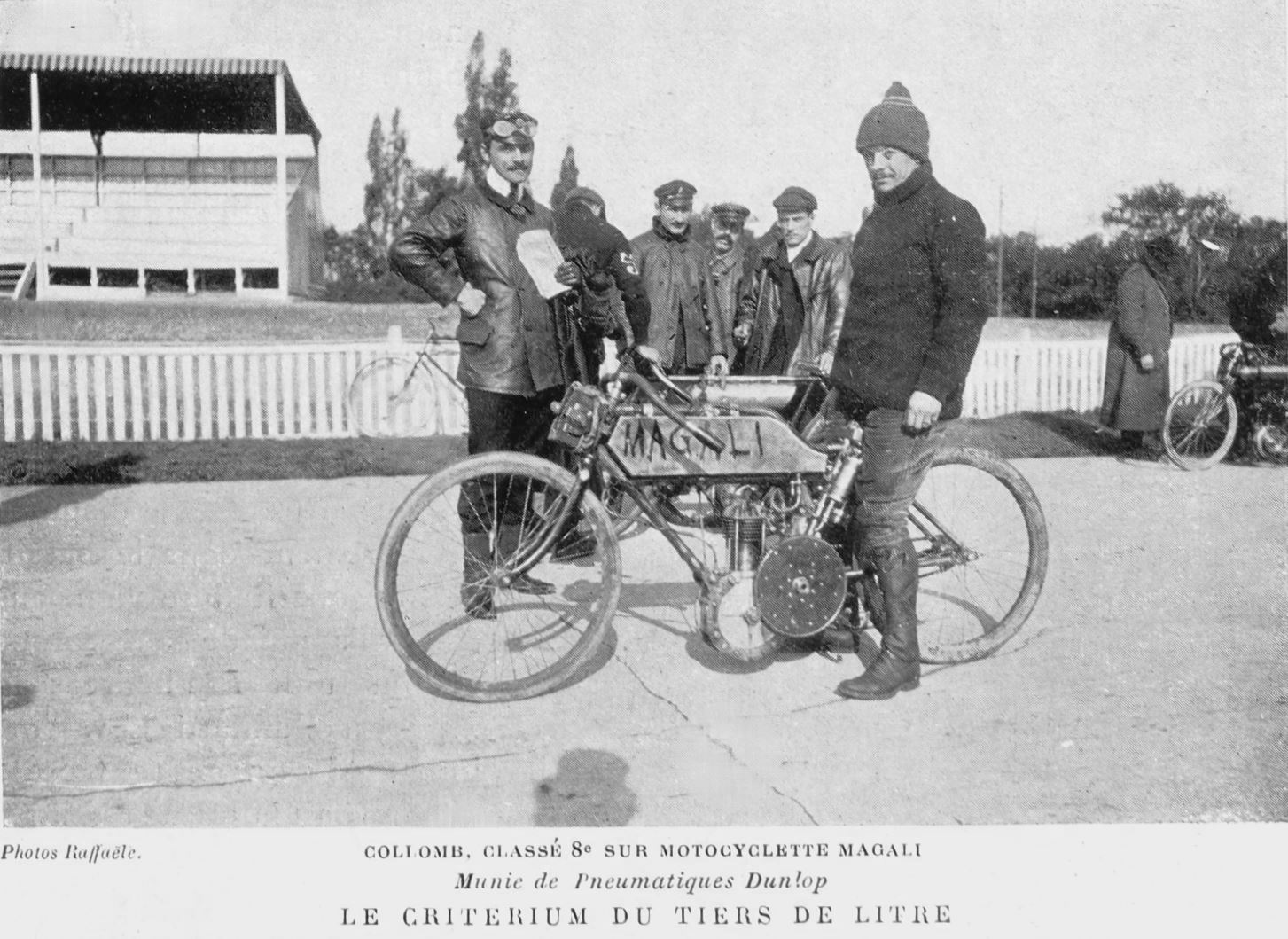
Collomb auf Magali ⅓ litre, Critérium du 1/3 litres, Okt. 1904
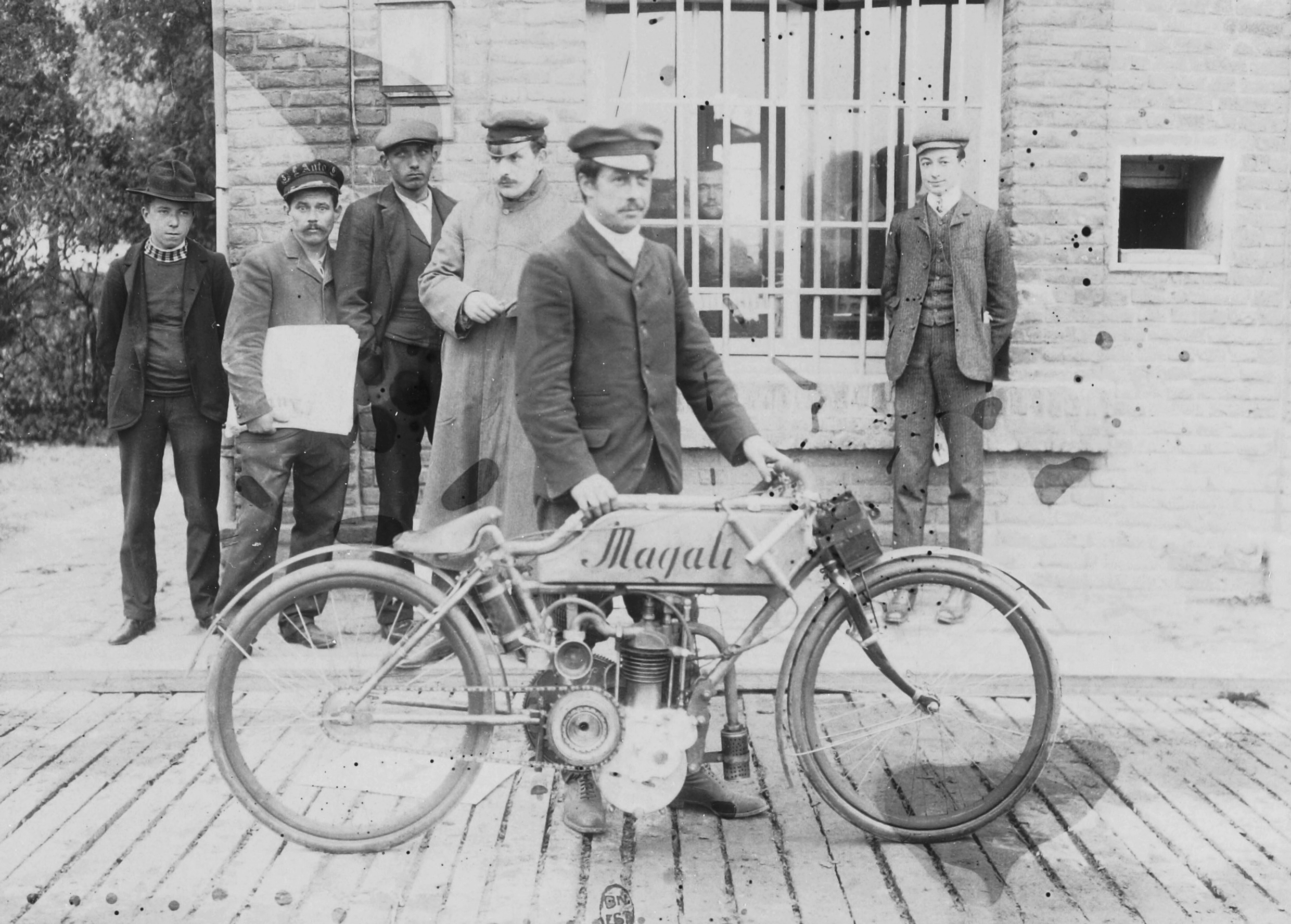
Collomb auf Magali ⅓ litre, Château-Thierry, 23. Oktober 1904
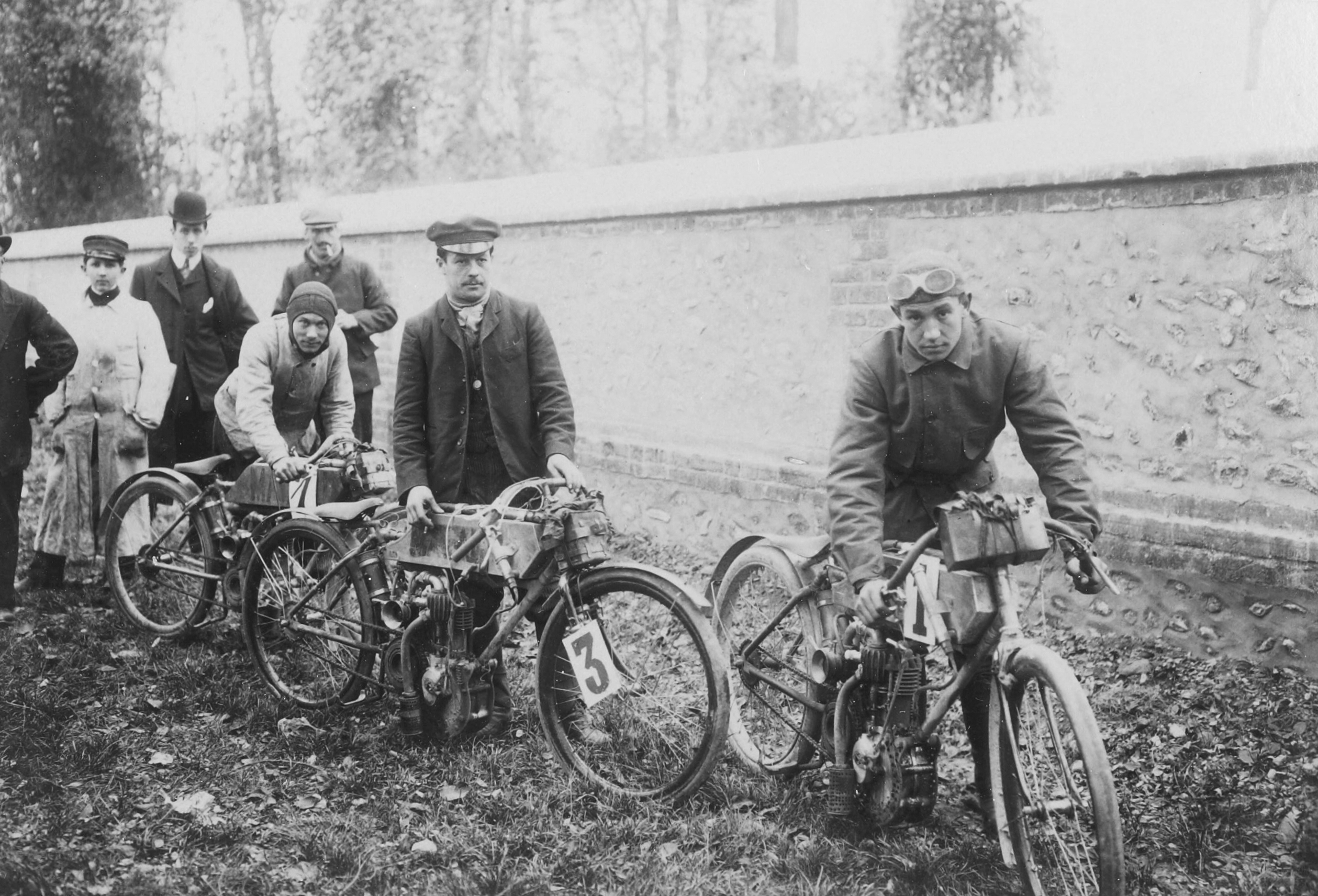
Team Magali ⅓ litre, Course de côte de Gaillon, 30. Oktober 1904

## Automobile
Im Angebot standen zwei Modelle. Dies waren der 10 CV und der 30 CV. Die Fahrgestelle und einige weitere Teile kamen von Lacoste & Battmann.